# Manchabayanahalli, Hunsur
Manchabayanahalli là một làng thuộc tehsil Hunsur, huyện Mysore, bang Karnataka, Ấn Độ.